# Charles Wakefield Cadman
Charles Wakefield Cadman (ur. 24 grudnia 1881 w Johnstown w stanie Pensylwania, zm. 30 grudnia 1946 w Los Angeles) – amerykański kompozytor, organista, zbieracz folkloru i krytyk muzyczny.

## Życiorys
Studiował w Pittsburghu, gdzie uczył się gry na organach, fortepianie, teorii muzyki oraz dyrygentury. W 1908 roku objął posadę dyrygenta chóru męskiego w Pittsburghu. Jednocześnie grał jako organista kościelny w Homestead. W latach 1908–1910 pisywał jako krytyk muzyczny do gazety Pittsburgh Daily Dispatch. Prowadził badania nad obrzędami indiańskich plemion Omahów i Winnebago, dokonując ich transkrypcji i nagrań. Ich efektem były opublikowane w 1909 roku Four American Indian Songs, które zapewniły kompozytorowi ogromną popularność. Zorganizował cykl cieszących się wielkim zainteresowaniem spektakli słowno-muzycznych z udziałem indiańskich artystów, z którymi występował na scenach amerykańskich i europejskich. W 1917 roku osiadł w Los Angeles, poświęcając się komponowaniu i pracy pedagogicznej.
Zasłynął głównie jako propagator folkloru amerykańskich Indian. Największą popularnością cieszyły się opracowania tradycyjnych indiańskich pieśni At Dawning i From the Land of the Blue-Sky Water. Elementy indiańskiego folkloru wykorzystał także w operze Shanewis or The Robin Woman (1918), która przez dwa sezony gościła na deskach nowojorskiej Metropolitan Opera. Ponadto pisał muzykę orkiestrową (m.in. Dark Dancers of the Mardi Grass, 1933), kameralną i pieśni.